# 打易镇
打易镇，是中华人民共和国贵州省黔西南布依族苗族自治州望谟县下辖的一个乡镇级行政单位。

## 行政区划
打易镇下辖以下地区：
毛坪村、大湾村、绞朋村、河头上村、二泥村、梅花村、老寨村、纳降村、石牛村、长田村、双坝村、山平村、边王村和团结村。